# Court Street – Borough Hall (métro de New York)
Court Street – Borough Hall est un complexe souterrain du métro de New York situé dans le quartier de Downtown à Brooklyn. Il est situé sur trois lignes (au sens de tronçons du réseau), l'IRT Broadway-Seventh Avenue Line (métros rouges), l'IRT Eastern Parkway Line (métros verts) et la BMT Fourth Avenue Line (métros jaunes), issues respectivement des réseaux des anciennes Interborough Rapid Transit Company (IRT) et Brooklyn-Manhattan Transit Corporation (BMT). Sur la base de la fréquentation, la station figurait au 28e rang sur 421 en 2012.
Au total, six services y circulent :
- les métros 2 et 4 y transitent 24/7 ;
- les métros 3 et R s'y arrêtent tout le temps sauf la nuit (late nights) ;
- la desserte 5 fonctionne en semaine de 6 h 30 à 20 h 45 ;
- la desserte N fonctionne uniquement pendant la nuit (late nights).